# كاشويرا دا براتا
كاشويرا دا براتا بلدية في ولاية ميناس جيرايس في المنطقة الجنوبية الشرقية من البرازيل.